# Prostitution in Thailand

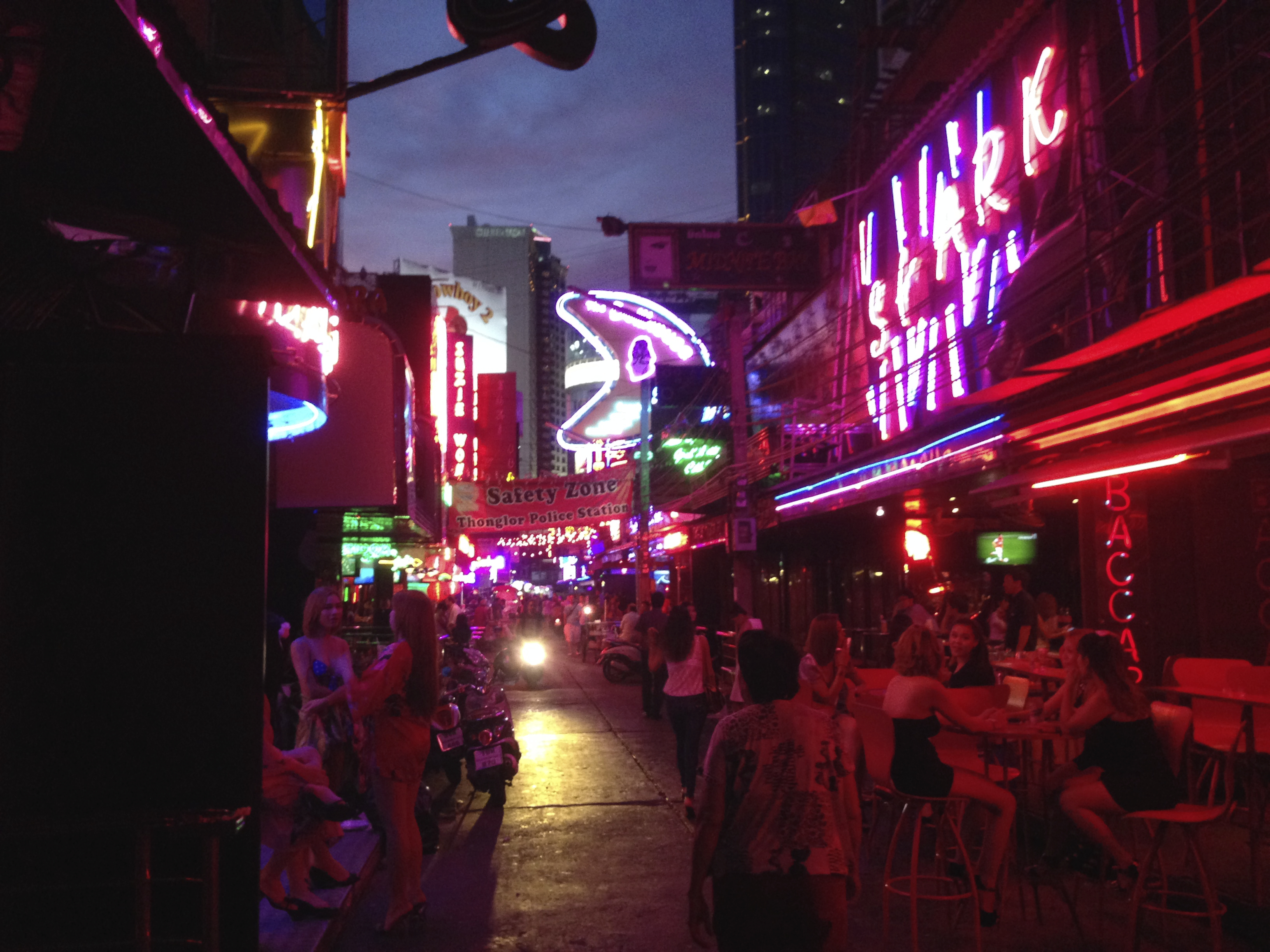
Soi Cowboy, Bangkok

Prostitution in Thailand war Prostitution bis 2023 illegal, wurde von den Behörden jedoch geduldet.

## Geschichte
Erwähnungen der Prostitution in Thailand fanden schon durch den chinesischen Reisenden Ma Huan (1433) und europäische Reisende (unter anderem Jacob van Neck, 1604, und  Gisbert Heeck, 1655) statt. Eine Ausweitung erfolgte im Rahmen der Militärprostitution während des Bündnisses mit Japan und der Nutzung als US-amerikanischer Stützpunkt während des Zweiten Weltkriegs  sowie während des Vietnamkriegs durch „Rest & Recreation Center“ (siehe auch: Geschichte Thailands). Es folgte der Sextourismus aus der ersten Welt und aus Malaysien.

## Umfang
In einem Bericht aus dem Jahre 2001 der World Health Organization (WHO) wird die Schätzung von 150.000 bis 200.000 Prostituierten für glaubwürdig gehalten.

## Örtlichkeiten und Formen
Zu den Örtlichkeiten der Prostitution oder Kontaktanbahnung zählen Bars, Karaoke Clubs, Massage Parlours und Bordelle.
Ein besonderes Phänomen sind die Kathoey.

## Rechtliche Entwicklung
Wesentlich war ein Gesetz zur Vorbeugung und Bekämpfung der Prostitution aus dem Jahre 1996 (B.E. 2539), das Geld- und Freiheitsstrafen vorsah. Im Jahre 2003 diskutierte die Regierung unter Premierminister Thaksin Shinawatra und der Thai-Rak-Thai-Partei eine Legalisierung. Diese Diskussion wurde durch die nachfolgenden Regierungen zunächst nicht weiter geführt. 2023 wurde Prostitution legalisiert, nicht jedoch der Betrieb von Bordellen.
Aus Thailand werden auch Menschenhandel und Prostitution Minderjähriger berichtet, diese wird jedoch hart bestraft.